# Oberes Wettebachtal
Das Obere Wettebachtal ist ein vom Landratsamt Rottweil am 22. April 1966 durch Verordnung ausgewiesenes Landschaftsschutzgebiet auf dem Gebiet der Gemeinde Dietingen.

## Lage
Das Landschaftsschutzgebiet Oberes Wettebachtal liegt etwa 1 km östlich von Dietingen im Tal des Wettebachs.

## Landschaftscharakter
Es handelt sich um ein offenes Wiesental, welches vom Wettebach und seinen Zuflüssen, dem Lurengraben und dem Giesbach durchflossen wird. Im Norden, Osten und Süden wird es von Wald eingefasst, das Tal öffnet sich nach Westen. Die Fließgewässer werden von Galerieauwäldern begleitet, ansonsten ist die von Äckern und Wiesen dominierte Landschaft bis auf wenige Einzelbäume und kleinere Hecken weitgehend gehölzfrei. Im Norden des Gebietes wurde der Wettebach zu einem Angelteich aufgestaut.